# Владимиро-новгородські війни

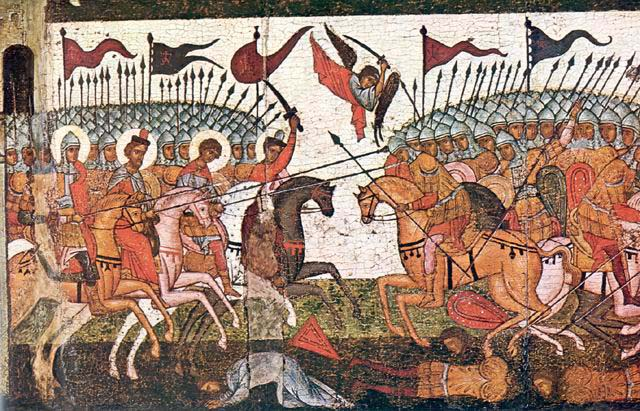
Битва новгородців та суздальців у 1170 році, фрагмент ікони 1460 р.

Владимиро-новгородські війни — війни між Великим князівством Владимирським (у майбутньому Московія), з одного боку, і Новгородською Республікою, з іншого, що відбувалися у XII-XIV століттях у формі походів володимирських військ, за рідкісними винятками пов'язаними, перш за все, з союзними діями новгородців і князівського угруповання, на той момент ворожого суздальським князям. Першою жертвою цих походів ставало прикордонне новгородське передмістя Торжок, в якому зазвичай блокувалося постачання зерна з суздальського Опілля в Новгород, не здатне самостійно забезпечити себе продовольством. Цілями походів було підпорядкування Новгородської Республіки княжої влади або хоча б отримання відкупу податків.

## Історія
Після смерті Мстислава Великого (1132) та конфлікту його синів із молодшими Мономаховичами суздальський князь Юрій Долгорукий фактично вийшов із підпорядкування київському князю. У 1134 році Мстиславичі в союзі з новгородцями здійснили похід проти Юрія. Бій біля Жданой гори мало невизначений результат, але відхід новгородців із суздальської землі фактично означав їхню поразку. У 1136 Новгород запросив князя з табору противників київського, що вважається початком республіканського правління в Новгороді. Коли в 1139 році Всеволод Ольгович захопив владу в Києві, Юрій Долгорукий намагався підняти новгородців у похід на південь, і для цього навіть зайняв Торжок, але безуспішно.
У 1147 році на початку міжусобиці між Юрієм та Ізяславом Мстиславичем Юрій розорив околиці Торжка та Мстю всю, а його союзник Святослав Ольгович – смоленські володіння в басейні р. Протви. Згодом питання новгородських данин було суттєвим пунктом переговорів між Юрієм та Ізяславом. У 1149 році Ізяслав здійснив похід на Суздальщину, який не мав рішучих результатів.
1170 року, розоривши Київ у попередньому році, Андрій Боголюбський спробував захопити Новгород, де княжив син вигнаного київського князя, але його війська були розгромлені.
У 1177 Всеволод Велике Гніздо переміг на Колокше своїх племінників, взяв у полон і засліпив їх, після чого старший з них був прийнятий новгородцями на князювання. Тоді Всеволод розорив Торжок (1178). У 1180 році новгородським князем став чернігівський княжич Володимир Святославич, і тоді ж стався розрив у його батька з Всеволодом Велике Гніздо щодо впливу в Рязанському князівстві. Святослав привів війська на Суздальщину, та його військо безуспішно простояло до весняних відлиг на р. Влене. Після його відходу Всеволод знову взяв Торжок (1181), і новгородці прийняли на князювання його представника.
У 1215 Ярослав Всеволодович влаштував у Торжці продовольчу блокаду Новгорода, за що в результаті молодші Всеволодовичі заплатили розгромом на Липиці і втратою володимирського престолу (1216).
У 1224 після від'їзду з Новгорода володимирського княжича Всеволода Юрійовича його батько привів у Торжок війська й адресував новгородцям знамениті слова я напував коней своїх Тверцою, напитком і Волховом. Конфлікт закінчився вокняжением у Новгороді Михайла Всеволодовича з чернігівських Ольговичів, швагра Юрія Всеволодовича. Але того ж року новгородці втратили Юр'єв у Прибалтиці (допоміжне військо запізнилося).
У 1259 Олександр Невський, погрожуючи новгородцям татарським руйнуванням, провів перепис в Новгороді для збору данини.
У 1271 Торжок ненадовго захопив Василь Ярославич.
У 1284 році Дмитро Олександрович із союзниками та ординцями брав Торжок.
1304 року тверичі спробували захопити Торжок, але це вдалося завдяки своєчасному висування допоможе новгородського війська. У 1312 році новгородці відкупилися від Михайла Ярославича тверського і володимирського, котрий зайняв Торжок і Бежецьк, заплативши 1500 крб. У 1314 році новгородське військо на чолі з московським представником пішло Твер, але безрезультатно стояло з тверичами по двох берегах Волги. Потім Михайло Ярославович розбив новгородців і взяв відкуп 5000 гривень та 12000 гривень у 4 терміни. У 1316 тверські намісники були вигнані з Новгорода, Михайло встав з військом за 50 верст від Новгорода, але потім йому довелося відступити, причому військо зазнало великих втрат від голоду, заблукавши в лісах. Після поразки у Бортенівській битві Юрій Данилович московський приводив новгородців проти Михайла, але до бою справа не дійшла.
У 1334 і 1337 роках Торжок захоплювався Іваном Калітом.
У 1341 році Семен Гордий виступив проти Новгорода. Однією з вимог було, щоб прийшли до нього посадник та тисяцький боси.
Михайло Олександрович Тверський, отримуючи ярлик на велике князювання володимирське у 1371 та 1374 роках, атакував відповідно Бежецьк та Торжок.

### Після об'єднання великого Володимирського князівства з Московським
У 1386 році Дмитро Донський привів свої війська на відстань 15 верст до Новгорода і взяв із нього відкуп 8000 руб. Сума відповідала сумі боргу перед Тохтамишем по данини, визнаної Дмитром 1382 року за два роки, що пройшли з поразки Мамая та приходу до влади в Орді Тохтамиша. Борг був визнаний в обмін на визнання Володимира спадковим володінням московських князів з відокремленням Твері (з Кашином) у незалежне велике князівство.
У 1393 році війська Василя Дмитровича захопили Торжок, Волоколамськ, Вологду. У 1397 році Двінська земля підкорилася Москві, але в 1398 році новгородці взяли Вологду, Устюг, Орлець і повернули землю Двінську. Наприкінці XIV століття землі комі відійшли до Москви.